# Pazuengos
Pazuengos és un municipi de la Rioja, a la regió de la Rioja Alta.